# Каждан, Татьяна Павловна
Татьяна Павловна Кажда́н (15 февраля 1918 года, Москва — 30 января 2009 года, там же) — советский и российский искусствовед, историк русской архитектуры и исследователь русской усадьбы, кандидат искусствоведения (1952).

## Биография
Родилась в интеллигентной семье Шиповских. Окончила факультет жилых и общественных зданий МАРХИ.
В 1941—1946 годы проектировала жилые здания для рабочих поселков и промышленные объекты в проектном бюро Гипроавиапрома в Казани, в тресте «Карагандашахтпроект» в Караганде, московском отделении трестов «Шахтпроект» (с 1946) и «Мосуглепроект».
В 1947 году поступила в аспирантуру Института истории искусств АН СССР, где изучала творчество В. И. Баженова (научный руководитель — И. Э. Грабарь). В 1952 году защитила кандидатскую диссертацию.
С 1954 года работала научным сотрудником сектора русского искусства и архитектуры XVIII—XX веков Института истории искусств АН СССР. Участвовала в различных издательских проектах института: подготовке многотомного труда «История русского искусства», подготовке публикаций эпистолярного и научного наследия И. Э. Грабаря — «О русской архитектуре. Исследование. Охрана памятников» и «Письма».
Автор многочисленных научных работ по истории русской архитектуры второй половины XVIII — начала XX века, культуре купеческой и дворянской усадьбы. Изучала творчество московских архитекторов: В. И. Баженова, Ивана и Карла Бланков, И. П. Жеребцова и других.
В 1965—1975 годах — депутат районного совета Фрунзенского района Москвы, занималась вопросами расселения Драчёвки.
С 1992 года являлась членом правления Общества изучения русской усадьбы.
С 1970 года жила в Гагаринском переулке, 27. Похоронена на Введенском кладбище (13 уч.).

Могильный памятник семьи Каждан

## Семья
- Муж — Абрам Исаакович Каждан (1907, Екатеринослав — 1955), актёр, преподаватель ГИТИСа[7].
  - Дочь — Наталия Абрамовна Каждан (1941—2017), архитектор.

## Избранные труды
- Грабарь Э. И., Каждан Т. П. Неизвестные и предполагаемые постройки В. И. Баженова. М., 1951.
- Неизвестные и предполагаемые постройки В. И. Баженова. М., 1951.
- Архитектура Москвы первой половины XIX в. // История русского искусства. Т. VIII. Кн. 1. М., 1963.
- Борисова Е. А., Каждан Т. П. Русская архитектура конца XIX — начала XX века. — М.: Наука, 1971. — С. 229. — 239 с.
- Каждан Т. П. Некоторые особенности русской купеческой усадьбы конца XIX — начала XX века // Русская усадьба. Сборник Общества изучения русской усадьбы., Вып. 2 (18). М., 1996.
- Каждан Т. П. Художественный мир русской усадьбы. М., Традиция, 1997. ISBN 5-89493-004-9.
- Марасинова Е. Н., Каждан Т. П. Культура русской усадьбы // Очерки русской культуры XIX века. Т. 1. Общественно-культурная среда. М.: Изд-во Моск. ун-та, 1998.
- Каждан Т. П. К вопросу о типологии подмосковной купеческой усадьбы последней четверти XIX — начала XX в. // Русская усадьба. Сборник Общества изучения русской усадьбы. Вып. 5 (21). М., 1999. С. 47—60.
- Каждан Т. П. Карл Бланк – архитектор Московского Кремля // XVIII: Ассамблея искусств. М., 2000.
- Каждан Т. П. Страницы биографии архитектора К. И. Бланка. К истории строительства московского Воспитательного дома // Искусствознание. 2000. № 1.
- Каждан Т. П. Купеческая усадьба в пореформенной России // Искусствознание. 2009. № 3—4. С. 234—243.